# Redburn
Redburn est un roman de l'écrivain américain Herman Melville, paru en 1849.

## Historique
Redburn, sa première croisière, confessions et souvenirs d'un fils de famille engagé comme mousse dans la marine marchande est un roman de l'écrivain américain Herman Melville, paru en 1849.
En 1839 (du 5 juin au 30 septembre), Melville s'engage comme mousse à bord d'un navire marchand en partance pour Liverpool, le St. Lawrence. Fort de cette expérience personnelle et de la lecture du Carnet d'esquisses de Washington Irving , en deux mois (juin-juillet 1849), l'écrivain, déçu de l'accueil réservé à Mardi, compose « cette chose intitulée Redburn pour m'acheter du tabac ».
Le livre est dédié à Thomas Melville, jeune frère de Herman Melville.

## Résumé
Poussé par la nécessité, un jeune homme, Wellingborough Redburn, s'engage comme mousse à bord du Highlander, pour payer son passage vers Liverpool. L'apprentissage du métier de marin n'est pas une partie de plaisir pour ce fils de gentleman confronté à un équipage dont les membres « n'avaient pas dû fréquenter le catéchisme ».
Arrivé à Liverpool, il découvre les bas-fonds d'une cité portuaire et fait la connaissance d'un personnage équivoque, Harry Bolton, qui l'entraîne à Londres. L'équipée se termine dans une salle de jeu mystérieuse, le palais d'Aladin, où se ruine Harry.
Le retour vers New-York se fait sur le même navire, avec cinq cents émigrants irlandais dans l'entrepont où une épidémie de fièvre se déclare. C'est au tour d'Harry Bolton d'apprendre le métier de matelot. Mais, « venu prendre son quart vêtu d'une robe de chambre de brocart, de chaussons brodés et d'un bonnet à pompon, » ce sera difficile ! Au port, Redburn sera privé de salaire par le capitaine, prétextant qu'il a déserté pour se rendre à Londres.
Deux ans plus tard, engagé sur un baleinier, Redburn apprendra la disparition en mer de Harry.

## Éditions en anglais
- Redburn, His First Voyage, Being the Sailor-Boy Confessions and Reminiscences of the Son-of-a-Gentleman, in the Merchant Service, chez l'éditeur Bentley à Londres, 20 octobre 1849.
- Redburn, ..., chez l'éditeur Harper & Brothers à New York, 10 novembre 1849.

## Éditions parues en France
(liste non exhaustive)
- 1950 : Redburn ou sa première croisière ; traduit de l'anglais par Armel Guerne. Préface de Pierre Mac Orlan. Couverture de Max Ernst. Éditions : Robert Marin[4]
- 1976 : Redburn ou Sa première croisière : confessions et souvenirs d'un fils de famille engagé comme mousse dans la marine marchande américaine ; traduit par Armel Guerne, Gallimard, collection : Du monde entier  (ISBN 2-07-029401-3)
- 1980 : Redburn ou Sa première croisière : confessions et souvenirs d'un fils de famille engagé comme mousse dans la marine marchande américaine ; traduit par Armel Guerne ; préface de Pierre Mac Orlan ; illustration de Marc Berthier, folio n°1249
- 2004 : Redburn ; Vareuse-Blanche, éd. publiée sous la dir. de Philippe Jaworski, avec la collab. de Michel Imbert, Hershel Parker et Joseph Urbas, Herman Melville, Œuvres, II, coll. Bibliothèque de la Pléiade, éditions Gallimard,  (ISBN 2-07-011698-0)